# نوكيا آشا 501

## التصميم

### الأبعاد
- الطول: 99.2 مليمتر.
- العرض: 58 مليمتر.
- السمك: 12.1 مليمتر.
- الوزن: 98 غرام.

### الشاشة وواجهة الاستخدام
- حجم العرض: 3 إنشات.
- دقة الشاشة: QVGA (320 x 240).
- مزايا العرض: التحكم في درجة السطوع، شريط RGB، شاشة Nokia Glance، الضغط المزدوج على الشاشة.
- ألوان الشاشة: لون ساطع (18 بت/262 كيلو بايت).
- نسبة العرض إلى الارتفاع: 4:3.
- كثافة بكسل: 133 كثافة البكسل ppi.
- تكنولوجيا العرض: LCD مُعبرة.
- ارتفاع الشاشة: 61 مليمتر.
- عرض الشاشة: 46 مليمتر.
- تقنية الشاشة اللمسية: إمكانية اللمس ثنائي النقطة.
- حساسات: جهاز قياس السرعة، جهاز استشعار للإحساس بدرجة القرب.

### المفاتيح وطرق الإدخال
- إدخالات المستخدم: المس.
- مفتاح جهاز مخصص: مفاتيح الصوت، مفتاح القفل / الطاقة، مفتاح الرجوع.
- عامل الشكل: هاتف قطعة واحدة باللمس.

## الأجهزة

### التوصيل
- نوع بطاقة SIM: بطاقة SIM مصغرة.
- بطاقة SIM مزدوجة: لا.
- موصلات الشحن: موصل شحن مقاس 2.0 مم، Micro-USB.
- موصلات AV: موصل صوت 3.5 ملم.
- موصلات النظام: Micro-USB-B.
- USB: USB 2.0.
- تقنية Bluetooth: Bluetooth 3.0.
- أوضاع Blu، نمط المنفذ المتسلسل (SPP)، نمط الوصول إلى دليل الهاتف (PBAP) 1.0، وضع تطبيق اكتشاف الخدمة (SDAP).
- تقنية Wi-Fi: WLAN IEEE 802.11 b/g/n.
- أمان WLAN: WPA2 (AES/TKIP)، WPA، WEP، -WPA2شخصي.
- NFC: لا يوجد NFC.

### شبكة البيانات
- شبكة GSM: 900 ميجا هرتز، 1800 ميجا هرتز.
- تحميل GSM بأقصى سرعة للبيانات: 236.8 كيلو بايت / ثانية EGPRS.
- تنزيل GSM بأقصى سرعة للبيانات: 85.6 كيلو بايت / ثانية GPRS.

### إدارة الطاقة
- البطارية: BL-4U.
- سعة البطارية: 1200 مللي أمبير/ساعة.
- الجهد الكهربي للبطارية: 3.7 ف.
- بطارية قابلة للإزالة: نعم.
- أقصى مدة استعداد (4G): 1152 h.
- الحد الأقصى لوضع الاستعداد: 48 أيام.
- أقصى مدة تحدث 2G: 17 ساعة.
- زيادة مدة تشغيل الموسيقى: 56 h.
- أقصى مدة تشغيل فيديو: 14 ساعة.
- الشحن اللاسلكي: لا.

### الذاكرة
- تخزين بيانات المستخدم: بالجهاز، بطاقة الذاكرة.
- نوع بطاقة الذاكرة القابلة للتوسيع: MicroSD.
- أقصى حجم لبطاقة الذاكرة: 32 جيجا بايت.

## البرامج والتطبيقات

### الخصائص الإنتاجية
- مزايا (إدارة المعلومات الشخصية): المسجل، الحاسبة، التقويم، دليل الهاتف، رقم اتصال ثابت، ملاحظات، منبه، شبكات التواصل الاجتماعي في دليل الهاتف.

### تطبيقات أخرى
- مميزات الألعاب: ألعاب Javaواندريد.
- تنسيق الرسومات: JPEG، BMP، GIF89a، EXIF، PNG، GIF87a.
- Other Apps: Nokia Gift، Camera 5-in-1، The Weather Channel، Assassin’s Creed III، - Real Football 2013، Little Big City.
- برنامج رئيسي & واجهة المستخدم
  - إصدار البرنامج: منصة برامج 1.0 Nokia Asha.

## الاتصالات

### البريد الإلكتروني والرسائل
- حل البريد الإلكتروني: عميل بريد إلكتروني أصلي.
- بروتوكول البريد الإلكتروني: SMTP، IMAP4، POP3.
- مزايا البريد الإلكتروني: حسابات بريد إلكتروني متعددة متزامنة في وقت واحد، مرفقات البريد الإلكتروني، عرض مرفقات البريد الإلكتروني.
- الرسائل الفورية: دردشة نوكيا.
- مزايا المراسلة: رسائل SMS المسلسلة للرسائل الطويلة، الرسائل النصية، محرر MMS/SMS الموحد، ضبط حجم الصور تلقائياً بالرسائل متعددة الوسائط MMS، رسائل الوسائط المتعددة، الرسائل النصية القصيرة ذات طابع الدردشة، صندوق الوارد الموحد للرسائل النصية القصيرة ورسائل الوسائط المتعددة.

### إدارة المكالمات
- مزايا (إدارة المكالمات): انتظار المكالمات، مكبرات صوت مدمجة للتكلم الحر، حظر المكالمات، إعادة توجيه المكالمات، سجل المكالمات: المكالمات الصادرة والواردة والمكالمات التي لم يرد عليها، تاريخ المكالمات، الاتصال الجماعي.
- دليل الهاتف: دليل هاتف واحد متكامل.
- جهات الاتصال: 40000.
- نغمات رنين: 32 نغمة رنين متعددة الألحان، نغمات رنين قابلة للتحميل، نغمات رنين MP3.
- أنظمة فك تشفير الملفات الصوتية: GSM FR، AMR-NB، GSM HR، GSM EFR.

نوكيا

## أمان الجهاز

### الأمن
- مزايا الحماية العامة: تحديث البرنامج الثابت، قفل الجهاز، رمز PINونمط